# Horst Günter Krenzler
Horst Günter Krenzler (* 26. März 1933 in Wuppertal; † 20. Juli 2012) war ein deutscher Europabeamter.

## Werdegang
Krenzler studierte Germanistik, Politikwissenschaften und Recht und promovierte 1964 an der Universität Heidelberg im Internationalen Recht.
Ab 1975 war er Leiter der Abteilung „Fernost“, später der Abteilung „Vereinigte Staaten/Kanada“ bei der Generaldirektion für Außenbeziehungen der Europäischen Kommission. Er wurde dann Direktor der Abteilung „Verhandlung und Management von Textilabkommen und Handelsfragen in Bezug auf Industrie und Energie“. Später war er stellvertretender Generalsekretär und von 1986 bis 1996 Generaldirektor für Außenbeziehungen.
Danach lehrte er als Honorarprofessor Öffentliches Recht, insbesondere Völkerrecht und Europarecht, an der Juristischen Fakultät der Universität München.

## Ehrungen
- Verdienstkreuz 1. Klasse der Bundesrepublik Deutschland